# Bělá pod Bezdězem – zámek
Bělá pod Bezdězem – zámek je přírodní památka v západním křídle zámku Bělá pod Bezdězem v okrese Mladá Boleslav ve Středočeském kraji. Vyhlášena byla za účelem ochrany letní kolonie netopýra velkého, která hnízdí v půdních prostorách západního zámeckého křídla, dne 23. července 2012. Přírodní památka se kryje se stejnojmennou evropsky významnou lokalitou Natura 2000.

## Přírodní poměry
Zámek stojí na skalním ostrohu v části města Bělá pod Bezdězem, která se vyznačuje velkým množstvím různorodé zeleně. K chráněnému území patří zastavěné plochy budovu čp. 1, 2 a 5, nádvoří a přilehlý travní porost a zahrady. Celková rozloha přírodní památky je 1,15 hektaru.
Netopýr velký (Myotis myotis) je kriticky ohroženým druhem a patří mezi největší netopýry žijící na území Česka. Příčinami jeho úbytku jsou pravděpodobně ztráta úkrytů způsobená rekonstrukcemi budov, úbytek přírodních úkrytů nebo vliv zemědělské chemie. Velikost kolonie hnízdící na zámku se pohybuje v řádu desítek kusů.